# WSK Final Cup
La WSK Final Cup es una competición europea de carreras de karting organizada por la WSK. Su temporada inaugural tuvo lugar en 2011. Hoy, la serie tiene campeonatos en cuatro categorías de karting: KF2, OK, OKJ y 60 Mini. Los campeones más notables de este campeonato han sido los pilotos Nicklas Nielsen, Callum Ilott, Robert Shwartzman, Frederik Vesti, Victor Martins, Taylor Barnard, Andrea Kimi Antonelli y Arvid Lindblad. La única mujer en ser campeona de la competición fue Maya Weug, de la clase 60 Mini en 2016.

## Campeones

### KZ2
Los campeones de la clase son:
| Temporada | Campeón                                    | Segundo Lugar                              | Tercer Lugar                               | Clase                                      |
| --------- | ------------------------------------------ | ------------------------------------------ | ------------------------------------------ | ------------------------------------------ |
| 2011      | Bas Lammers                                | Roberto Toninelli                          | Marco Ardigò                               | KZ2                                        |
| 2012      | Riccardo Negro                             | Joel Johansson                             | Andrea Dalè                                | KZ2                                        |
| 2013      | Patrik Hajek                               | Davide Forè                                | Mirko Torsellini                           | KZ2                                        |
| 2014      | Marco Ardigò                               | Patrik Hajek                               | Jonathan Thonon                            | KZ2                                        |
| 2015      | Marco Ardigò                               | Jorge Pescador                             | Leonardo Lorandi                           | KZ2                                        |
| 2016      | Marco Ardigò                               | Patrik Hajek                               | Francesco Iacovacci                        | KZ2                                        |
| 2017      | Francesco Iacovacci                        | Alessio Lorandi                            | Daniel Vasile                              | KZ2                                        |
| 2018      | Adrien Renaudin                            | Emilien Denner                             | Dylan Davies                               | KZ2                                        |
| 2019      | Douglas Lundberg                           | Leonardo Bizzotto                          | Harry Thompson                             | KZ2                                        |
| 2020      | Cancelado debido a la pandemia de COVID-19 | Cancelado debido a la pandemia de COVID-19 | Cancelado debido a la pandemia de COVID-19 | Cancelado debido a la pandemia de COVID-19 |
| 2021      | Francesco Celenta                          | Stan Pex                                   | Danilo Albanese                            | KZ2                                        |

### KF2/clase KF/clase OK
Los campeones de las clases son:
| Temporada | Campeón                                    | Segundo Lugar                              | Tercer Lugar                               | Clase                                      |
| --------- | ------------------------------------------ | ------------------------------------------ | ------------------------------------------ | ------------------------------------------ |
| 2011      | Dennis Olsen                               | Tomi Dragan                                | Egor Orudzhev                              | KF2                                        |
| 2012      | Dennis Olsen                               | Thiago Vivacqua                            | Damiano Fioravanti                         | KF2                                        |
| 2013      | Callum Ilott                               | Dorian Boccolacci                          | Nicklas Nielsen                            | KF                                         |
| 2015      | Nicklas Nielsen                            | Richard Verschoor                          | Karol Basz                                 | KF                                         |
| 2016      | Karol Basz                                 | Noah Milell                                | Lorenzo Travisanutto                       | OK                                         |
| 2017      | Nicklas Nielsen                            | Lorenzo Travisanutto                       | David Vidales                              | OK                                         |
| 2018      | Lorenzo Travisanutto                       | Kas Haverkort                              | Leandro Anderrüti                          | OK                                         |
| 2019      | Pedro Hiltbrand                            | Joe Turney                                 | Lorenzo Travisanutto                       | OK                                         |
| 2020      | Cancelado debido a la pandemia de COVID-19 | Cancelado debido a la pandemia de COVID-19 | Cancelado debido a la pandemia de COVID-19 | Cancelado debido a la pandemia de COVID-19 |
| 2021      | Arvid Lindblad                             | Nikola Tsolov                              | Alex Powell                                | OK                                         |

### KF3/KF Junior/OK Junior
Los campeones de las clases son:
| Temporada | Campeón                                    | Segundo Lugar                              | Tercer Lugar                               | Clase                                      |
| --------- | ------------------------------------------ | ------------------------------------------ | ------------------------------------------ | ------------------------------------------ |
| 2011      | Nicklas Nielsen                            | Charles Leclerc                            | Kirill Karpov                              | KF3                                        |
| 2012      | Callum Ilott                               | Alessio Lorandi                            | Dalton Sargeant                            | KF3                                        |
| 2013      | Robert Shwartzman                          | Petru Florescu                             | Alessio Lorandi                            | KFJ                                        |
| 2015      | Frederik Vesti                             | Charles Milesi                             | David Vidales                              | KFJ                                        |
| 2016      | Victor Martins                             | Charles Milesi                             | David Vidales                              | OKJ                                        |
| 2017      | Roman Staněk                               | Aleksey Brizhan                            | Luca Bosco                                 | OKJ                                        |
| 2018      | Taylor Barnard                             | Gabriele Minì                              | Kirill Smal                                | OKJ                                        |
| 2019      | Andrea Kimi Antonelli                      | Nikita Bedrin                              | Tymoteusz Kucharczyk                       | OKJ                                        |
| 2020      | Cancelado debido a la pandemia de COVID-19 | Cancelado debido a la pandemia de COVID-19 | Cancelado debido a la pandemia de COVID-19 | Cancelado debido a la pandemia de COVID-19 |
| 2021      | Lucas Fluxa                                | Maksim Orlov                               | Anatoly Khavalkin                          | OKJ                                        |

### 60 Mini
Los campeones de la clase son:
| Temporada | Campeón                                    | Segundo Lugar                              | Tercer Lugar                               | Clase                                      |
| --------- | ------------------------------------------ | ------------------------------------------ | ------------------------------------------ | ------------------------------------------ |
| 2011      | Lorenzo Travisanutto                       | Berkay Besler                              | Dionisios Marcu                            | 60 Mini                                    |
| 2012      | Leonardo Lorandi                           | Eliseo Martinez                            | Federico Sandre                            | 60 Mini                                    |
| 2013      | Giuseppe Fusco                             | Leonardo Marseglia                         | Maciej Szyszko                             | 60 Mini                                    |
| 2014      | Dimitri Bogdanov                           | Antonio Serravalle                         | Leonardo Marseglia                         | 60 Mini                                    |
| 2015      | Mattia Michelotto                          | Lucas Sommerlund                           | Mattia Muller                              | 60 Mini                                    |
| 2016      | Maya Weug                                  | Kirill Smal                                | Alfio Spina                                | 60 Mini                                    |
| 2017      | Alfio Spina                                | Andrea Kimi Antonelli                      | Tymoteusz Kucharczyk                       | 60 Mini                                    |
| 2018      | Alex Powell                                | Ean Eyckmans                               | Joel Bergström                             | 60 Mini                                    |
| 2019      | Dmitry Matveev                             | Anatoly Khavalkin                          | Maksimilian Popov                          | 60 Mini                                    |
| 2020      | Cancelado debido a la pandemia de COVID-19 | Cancelado debido a la pandemia de COVID-19 | Cancelado debido a la pandemia de COVID-19 | Cancelado debido a la pandemia de COVID-19 |
| 2021      | David Cosma-Cristofor                      | Christian Costoya                          | Dean Hoogendorn                            | 60 Mini                                    |